# 里見明
里見 明（さとみ あきら、1901年5月16日 - 1972年12月27日）は、日本の俳優である。サイレント映画時代の映画スターである。本名は松本 米三（まつもと よねぞう）。「浅草オペラ」のスターから映画俳優に転向した。旧芸名小松 明（こまつ あきら）。

## 来歴・人物

### 浅草オペラから映画スターへ
1901年（明治34年）5月16日、東京府東京市本所区向島須崎町（現在の東京都墨田区向島4-5丁目のあたり）に生まれる。兄はのちの映画監督の松本英一である。築地工手学校（現在の工学院大学）予科を修了後、太平洋画会（現在の太平洋画会研究所）で洋画を学んだが、兄同様に芝居に転向していく。
佐藤紅緑の劇団「日本座」に入団し函館で初舞台を踏み、浅草公園六区の「観音劇場」、新日本劇団を経て、「浅草オペラ」の根岸大歌劇団に入団、「小松明」名で一躍人気を集めた。1923年（大正12年）4月、兄の帝国キネマ芦屋撮影所入りとともに、俳優として入社する。映画俳優「里見明」としてのデビューは、同年8月5日公開の松本泰輔主演作『親なき雀』で、兄の監督としての入社第1作でもあった。この頃二代目笹本甲午(笹本寅の次兄)と呼ばれた。
1924年（大正13年）8月14日に公開された兄の監督作『籠の鳥』は帝キネ始まって以来のメガヒットとなり、主演の沢蘭子とともに、里見の名を不動のものにした。翌1925年（大正14年）1月14日の帝キネの内紛で60数名の集団退社、アシヤ映画製作所の設立に参加した。ほどなく内紛は収まり、帝キネ芦屋に復帰する。1926年（大正15年）、1本だけ映画を監督している。自らの脚本による主演作『美しき敗残者』である。同作は1月15日、帝キネの正月第2弾作品として公開された。最初で最後の監督作である。
1927年（昭和2年）12月に同社を退社、東京の河合プロダクションの設立に、兄とともに参加する。河合の設立第1回作品は、松本英一・里見明兄弟の兄監督、弟主演作『青春散歩』で、1928年（昭和3年）3月1日に浅草「キネマ倶楽部」および神田「新声館」ほかで公開された。同作は少女女優琴糸路のデビュー作でもあった。

### 経営の激動に翻弄されて
1929年（昭和4年）、兄監督、琴糸路との共演による主演作『怒れる人気男』を最後の主演作として、同年10月いっぱいで河合を退社、同年11月には、兄と離れ、東亜キネマ等持院撮影所に移籍する。1931年（昭和6年）8月の同社解散にともない、その代行会社として同年9月に設立された東活映画社にそのまま在籍、翌1932年（昭和7年）10月の東活解散まで在籍したのち、同社を母体に設立した「日本映画」に移る。
1933年（昭和8年）「日本映画」社は東活が企てていた東京撮影所計画を遂行、「日本映画多摩川撮影所」（現在の角川大映撮影所）を完成したが、わずか3作のみを製作して短命に終わった会社である。そのレアな設立第1作『浅草三重奏』に里見は出演している。同社は翌年に倒産した。
在籍する会社の経営不振につぎつぎに翻弄された里見は、このあとも「新進キネマ」なる会社で『路二つ』に出演、33歳を迎える翌1934年（昭和9年）に市川右太衛門の市川右太衛門プロダクションに招かれ、3作品に出演した。浅草の繁華街の射的屋の美人看板娘を見初め、芸能界引退を条件に結婚を許される。しかし、役者をやめたことを後悔し酒におぼれる日が多く、不遇のうちに1972年（昭和47年）12月27日、満71歳で他界した。

## 関連事項
- 太平洋美術会
- 根岸大歌劇団 （根岸吉之助、根岸寛一）
- 帝国キネマ - アシヤ映画製作所 （山川吉太郎、石井虎松）
- 河合映画製作社 （河合徳三郎）
- 東亜キネマ - 東活映画社 - 日本映画 (映画会社)
- 市川右太衛門プロダクション （市川右太衛門）
- 籠の鳥 - 赤沢映画